# This Time (Kiara & Shanice-dal)
A This Time című dal a Detroiti R&B duó Kiara és az énekesnő Shanice közös dala, mely csupán a duó 1988-as To Change And / Or Make A Difference című albumára került fel. A dal 2. helyezést ért el a Billboard R&B listáján.

## Megjelenések
12"  Arista – 612 067
- A	This Time (Extended Remix) 6:13 Remix – Al B. Sure!, Roey Shamir, Vocals – Shanice Wilson
- B1	This Time (Single Remix) 4:26 Remix – Al B. Sure!, Roey Shamir, Vocals – Shanice Wilson
- B2	Strawberry Letter	4:02

## Slágerlista
| Slágerlista                                     | Legjobb helyezés |
| ----------------------------------------------- | ---------------- |
| U.S. Billboard Hot 100                          | 78               |
| U.S. Billboard Hot R&B/Hip-Hop Singles & Tracks | 2                |
| UK Singles Chart                                | 81               |